# Віктор Блінов
Віктор Блінов (латис. Viktors Bļinovs; 26 червня 1981, м. Рига, Латвія) — латвійський хокеїст, нападник. Виступає за  у Професіональній хокейній лізі.

## Ігрова кар'єра
Виступав за команди «Пардаугава» (Рига), «Динамо Рига-81», ХК «Рига», «Динамо» (Рига), «Металургс» (Лієпая), «Саламат», «Спорт» (Вааса), «Німан» (Гродно), ХК «Гомель», ХК «Рига 2000», «Металург» (Жлобин), «Шахтар» (Солігорськ) та «Беркут» (Київ).
У складі національної збірної Латвії учасник чемпіонатів світу 2002, 2006 і 2008 (15 матчів, 1+0). У складі молодіжної збірної Латвії учасник чемпіонатів світу 1999 (група B) і 2000 (група B). У складі юніорської збірної Латвії учасник чемпіонату Європи 1999 (дивізіон I).

## Досягнення
- Чемпіон СЄХЛ (2002).
- Чемпіон Латвії (2002, 2003, 2011), срібний призер (2001), бронзовий призер (1999, 2004)
- Бронзовий призер чемпіонату Білорусі (2009)
- Бронзовий призер чемпіонату України (2012)
- Володар Кубка Білорусі (2007, 2011)